# Хилдесхайм
Хилдесхайм (на немски: Hildesheim) е град в Германия, административен център на окръг Хилдесхайм, провинция Долна Саксония. Към 31 декември 2011 година населението на града е 102 584 души.

## Побратимени градове
- Геленджик, Русия